# Domremy-Landéville
Pour les articles homonymes, voir Domrémy (homonymie).
Domremy-Landéville est une commune française située dans le département de la Haute-Marne, en région Grand Est.

## Géographie

### Localisation
Domrémy-Landéville est un village rural de la Haute-Marne situé à 12 km à vol d'oiseau au sud-est de Joinville, 47 km au sud de Bar-le-Duc, 34 km à l'ouest de Neufchâteau, 28 km au nord de Chaumont et 84 km à l'est de Troyes.
La commune se trouve dans l'aire d'attraction de Joinville ainsi que dans son bassin de vie, et dans la zone d'emploi de Chaumont.

### Communes limitrophes
Les communes limitrophes sont Saint-Urbain-Maconcourt, Vaux-sur-Saint-Urbain, Annonville, Doulaincourt-Saucourt et Épizon.
| Saint-Urbain-Maconcourt | Annonville            | Épizon              |
| Vaux-sur-Saint-Urbain   | Domrémy-Landéville    | Pautaines-Augeville |
|                         | Doulaincourt-Saucourt |                     |

### Géologie et relief
La superficie de la commune est de 18,64 km2 ; son altitude varie de 242  à   368 mètres.

### Hydrographie

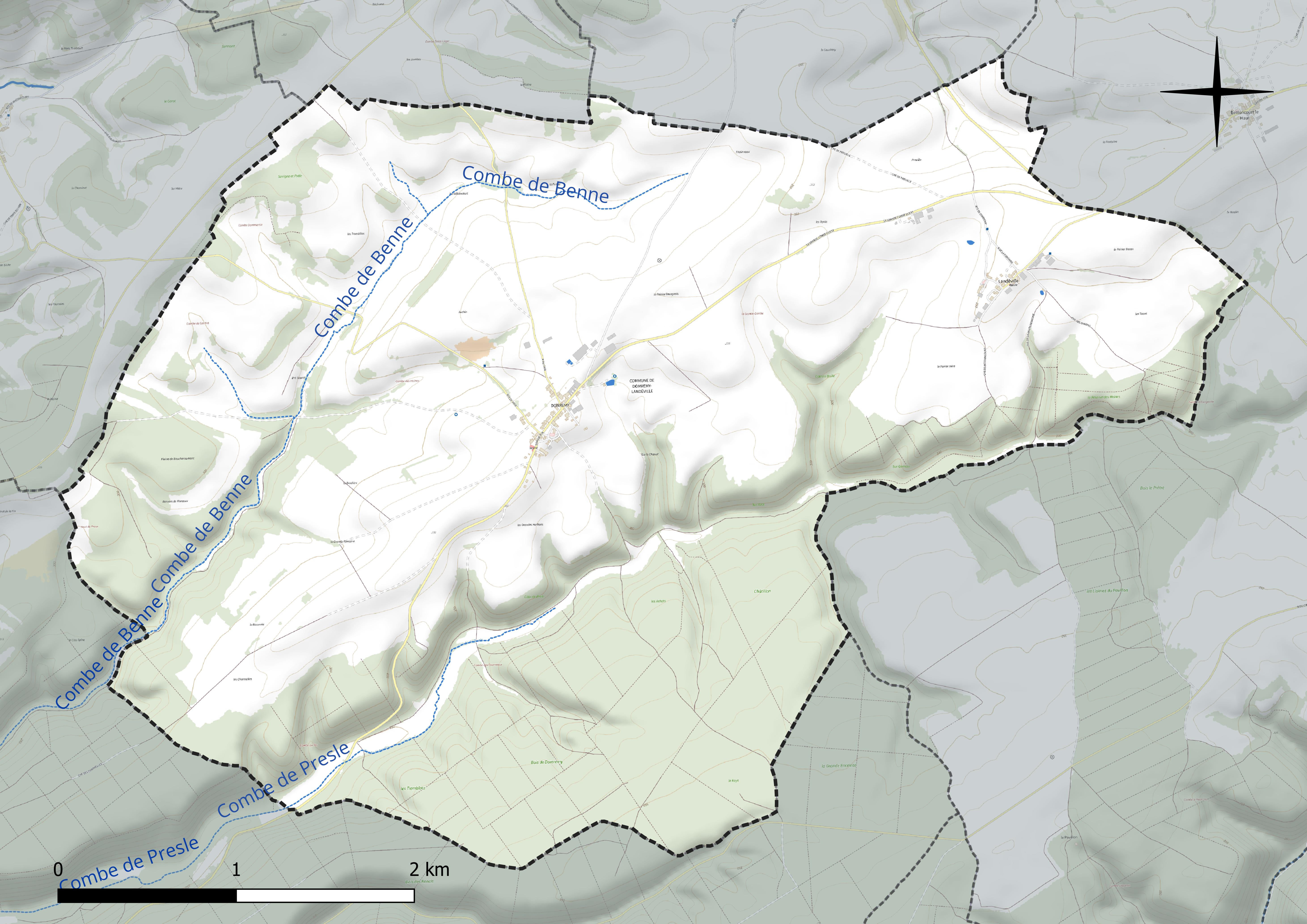
Réseau hydrographique de Domremy-Landéville.

La commune est dans la région hydrographique « la Seine de sa source au confluent de l'Oise (exclu) » au sein du bassin Seine-Normandie.
Elle est drainée par la Combe de Benne et la Combe de Presle,.

### Climat
Pour des articles plus généraux, voir Climat du Grand Est et Climat de la Haute-Marne.
En 2010, le climat de la commune est de type climat de montagne, selon une étude du Centre national de la recherche scientifique s'appuyant sur une série de données couvrant la période 1971-2000. En 2020, Météo-France publie une typologie des climats de la France métropolitaine dans laquelle la commune est exposée à un climat océanique altéré et est dans la région climatique Lorraine, plateau de Langres, Morvan, caractérisée par un hiver rude (1,5 °C), des vents modérés et des brouillards fréquents en automne et hiver.
Pour la période 1971-2000, la température annuelle moyenne est de 9,7 °C, avec une amplitude thermique annuelle de 16,4 °C. Le cumul annuel moyen de précipitations est de 1 035 mm, avec 13,7 jours de précipitations en janvier et 9,8 jours en juillet. Pour la période 1991-2020, la température moyenne annuelle observée sur la station météorologique de Météo-France la plus proche, « Busson_sapc », sur la commune de Busson à 9 km à vol d'oiseau, est de 10,1 °C et le cumul annuel moyen de précipitations est de 1 085,5 mm. 
La température maximale relevée sur cette station est de 39,1 °C, atteinte le 25 juillet 2019 ; la température minimale est de −17,7 °C, atteinte le 5 janvier 1995,,.
Les paramètres climatiques de la commune ont été estimés pour le milieu du siècle (2041-2070) selon différents scénarios d'émission de gaz à effet de serre à partir des nouvelles projections climatiques de référence DRIAS-2020. Ils sont consultables sur un site dédié publié par Météo-France en novembre 2022.

## Urbanisme

### Typologie
Au 1er janvier 2024, Domremy-Landéville est catégorisée commune rurale à habitat très dispersé, selon la nouvelle grille communale de densité à sept niveaux définie par l'Insee en 2022.
Elle est située hors unité urbaine. Par ailleurs la commune fait partie de l'aire d'attraction de Joinville, dont elle est une commune de la couronne,. Cette aire, qui regroupe 31 communes, est catégorisée dans les aires de moins de 50 000 habitants,.

### Occupation des sols

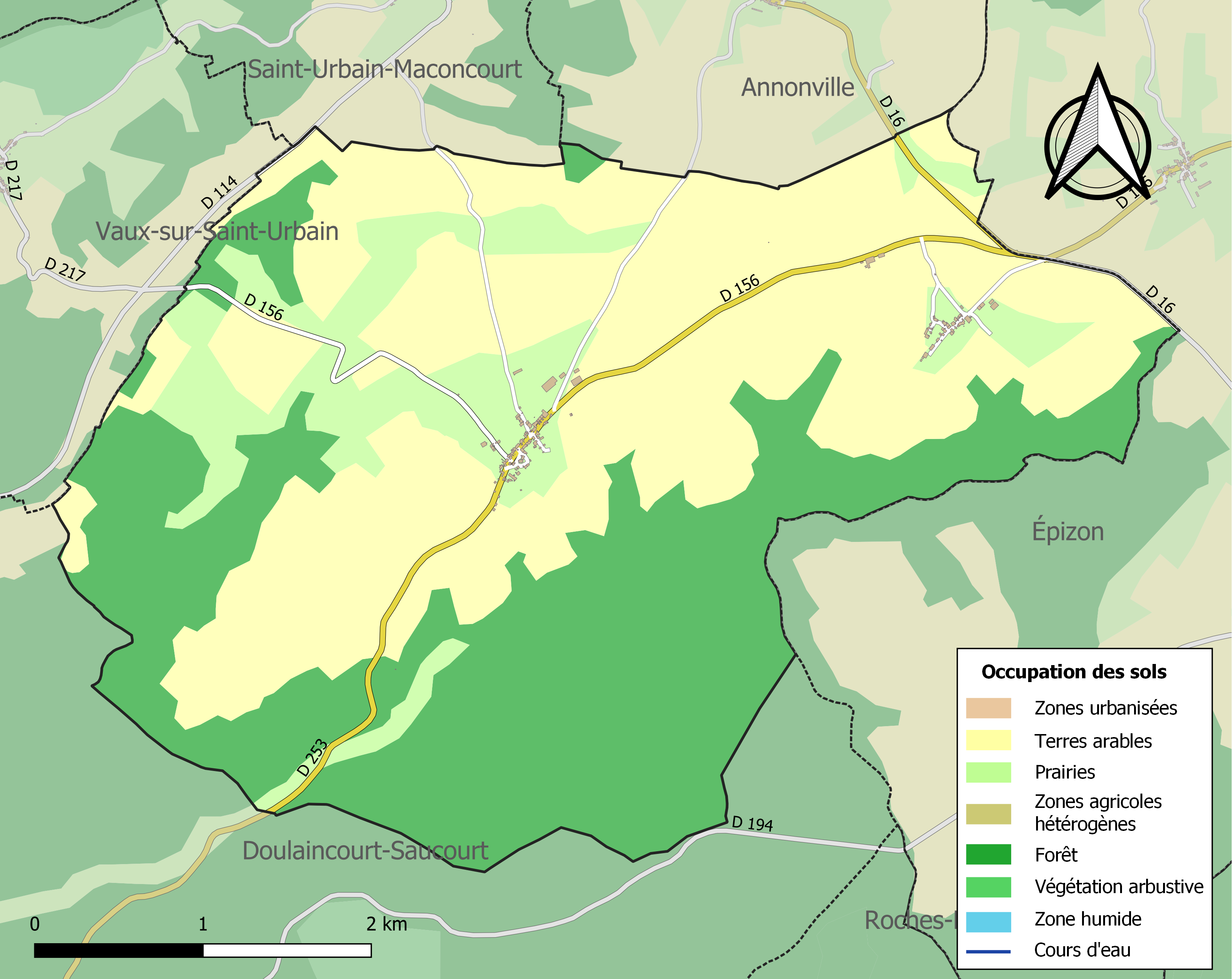
Carte des infrastructures et de l'occupation des sols de la commune en 2018 (CLC).

L'occupation des sols de la commune, telle qu'elle ressort de la base de données européenne d’occupation biophysique des sols Corine Land Cover (CLC), est marquée par l'importance des territoires agricoles (60,3 % en 2018), une proportion identique à celle de 1990 (60,3 %). La répartition détaillée en 2018 est la suivante : 
terres arables (46,8 %), forêts (39,7 %), prairies (13,5 %).
L'évolution de l’occupation des sols de la commune et de ses infrastructures peut être observée sur les différentes représentations cartographiques du territoire : la carte de Cassini (XVIIIe siècle), la carte d'état-major (1820-1866) et les cartes ou photos aériennes de l'IGN pour la période actuelle (1950 à aujourd'hui).

### Habitat et logement
En 2021, le nombre total de logements dans la commune était de 59, alors qu'il était de 56 en 2016 et de 55 en 2011.
Parmi ces logements, 58,4 % étaient des résidences principales, 8,3 % des résidences secondaires et 33,3 % des logements vacants. Ces logements étaient pour 98,3 % d'entre eux des maisons individuelles et pour 1,7 % des appartements.
Le tableau ci-dessous présente la typologie des logements à Domremy-Landéville en 2021 en comparaison avec celle de la Haute-Marne et de la France entière. Une caractéristique marquante du parc de logements est ainsi une proportion de résidences secondaires et logements occasionnels (8,3 %) supérieure à celle du département (7,7 %) mais inférieure à celle de la France entière (9,7 %).
| Typologie                                               | Domremy-Landéville | Haute-Marne | France entière |
| ------------------------------------------------------- | ------------------ | ----------- | -------------- |
| Résidences principales (en %)                           | 58,4               | 80,6        | 82,2           |
| Résidences secondaires et logements occasionnels (en %) | 8,3                | 7,7         | 9,7            |
| Logements vacants (en %)                                | 33,3               | 11,7        | 8,1            |

## Toponymie
Domremy est attesté sous les formes episcopatu Tullensi, Donnus Remigius (1154) ; « Vicaria de Dogno Remigio » (1246) ; Dan Remy (1276-78) ; Dompremi (1439) ; Dompnus Remigius juxta Sanctum Urbanum (1402) ; Dompremey (1403) ; Dompremi-en-Ornois (1485) ; Dompremy-en-Ornoys (1541) ; « Domremy aux Chèvres, autrement en Ornois » (1642) ; « Ecclesia Sancti Remigii de Domino Remigio » (1684) ; Dom Remy en Ornois (1700) ; Dompremy-en-Ornois (1731) ; Dompremy (1770) ; Domremy en Ornois (XVIIIe siècle) ; Domremy (1889).

Domremy est un type toponymique fréquent et serait un hagiotoponyme caché datant du Moyen Âge : il s'agirait d’un composé : Dom- et -Rémy.

Dom, issu du nom commun latin Dom[i]nus, mot désignant quelqu'un qui fait autorité. Le titre Dom peut se traduire, selon le contexte, par « Maître », « Seigneur », « Monseigneur », etc. Il était aussi d'usage pour certains religieux bénédictins, chartreux ou  trappistes (par exemple Dom Calmet, Dom Pérignon…), et lorsque la personne a été reconnue comme sainte — donc revêtue d'une autorité spirituelle particulière — le titre Dom peut se traduire par le mot Saint. 

Remy est issu du nom de saint Remi (Remigius en latin), évêque de Reims,.
Si le nom du village de Domrémy avait été transposé en français moderne, ce serait naturellement « Saint-Remi » comme ce fut le cas pour Saint-Dié, Saint-Dizier, etc.

Landéville est attesté sous les formes 	Landevilla (1190) ; Landeville-en-Ournois (1293) ; Landéville (1295) ; Lamdéville (1700) ; Landaiville (1763).

## Histoire
La commune de Domremy, instituée par la Révolution française, absorbe celle de Landéville le 1er décembre 1972 sous le régime de la fusion-association.

## Politique et administration

### Rattachements administratifs et électoraux

#### Rattachements administratifs
La commune se trouve depuis 1943 dans l'arrondissement de Saint-Dizier du département de la Haute-Marne.
Elle faisait partie depuis 1834 du Canton de Doulaincourt-Saucourt. Dans le cadre du redécoupage cantonal de 2014 en France, cette circonscription administrative territoriale a disparu, et le canton n'est plus qu'une circonscription électorale.

#### Rattachements électoraux
Pour les élections départementales, la commune fait partie depuis 2014 du canton de Bologne.
Pour l'élection des députés, elle fait partie de la deuxième circonscription de la Haute-Marne.

### Intercommunalité
Domremy-Landéville était membre de la petite communauté de communes de la vallée du Rognon, un établissement public de coopération intercommunale (EPCI) à fiscalité propre créé en 2001 et auquel la commune avait transféré un certain nombre de ses compétences, dans les conditions déterminées par le code général des collectivités territoriales.
Dans le cadre des dispositions de la loi portant nouvelle organisation territoriale de la République du 7 août 2015, qui prévoit que les établissements publics de coopération intercommunale (EPCI) à fiscalité propre doivent normalement avoir un minimum de 15 000 habitants, cette intercommunalité a fusionné avec la communauté de communes de Bourmont, Breuvannes, Saint-Blin pour former, le 1er janvier 2017, la communauté de communes Meuse Rognon, dont est désormais membre la commune.

### Liste des maires
| Période                                  | Période                        | Identité            | Étiquette | Qualité                                 |
| ---------------------------------------- | ------------------------------ | ------------------- | --------- | --------------------------------------- |
| Les données manquantes sont à compléter. |                                |                     |           |                                         |
|                                          |                                |                     |           |                                         |
| 1828                                     | 1834                           | Louis Laurent Décot |           |                                         |
|                                          |                                |                     |           |                                         |
| 1989                                     | novembre 2022                  | André Massaux       |           | Chef d'entreprise Mort en fonction      |
| février 2023                             | En cours (au 30 novembre 2023) | Hugues Masseaux     |           | Chef d'entreprise. Fils d'André Massaux |

## Population et société

### Démographie
L'évolution du nombre d'habitants est connue à travers les recensements de la population effectués dans la commune depuis 1793. Pour les communes de moins de 10 000 habitants, une enquête de recensement portant sur toute la population est réalisée tous les cinq ans, les populations de référence des années intermédiaires étant quant à elles estimées par interpolation ou extrapolation. Pour la commune, le premier recensement exhaustif entrant dans le cadre du nouveau dispositif a été réalisé en 2005.

En 2022, la commune comptait 75 habitants, en évolution de −5,06 % par rapport à 2016 (Haute-Marne : −4,62 %, France hors Mayotte : +2,11 %).
| 1793 | 1800 | 1806 | 1821 | 1831 | 1836 | 1841 | 1846 | 1851 |
| ---- | ---- | ---- | ---- | ---- | ---- | ---- | ---- | ---- |
| 287  | 274  | 309  | 292  | 315  | 316  | 315  | 305  | 316  |

| 1856 | 1861 | 1866 | 1872 | 1876 | 1881 | 1886 | 1891 | 1896 |
| ---- | ---- | ---- | ---- | ---- | ---- | ---- | ---- | ---- |
| 267  | 292  | 286  | 270  | 278  | 271  | 283  | 273  | 261  |

| 1901 | 1906 | 1911 | 1921 | 1926 | 1931 | 1936 | 1946 | 1954 |
| ---- | ---- | ---- | ---- | ---- | ---- | ---- | ---- | ---- |
| 270  | 248  | 231  | 189  | 181  | 167  | 180  | 120  | 125  |

| 1962 | 1968 | 1975 | 1982 | 1990 | 1999 | 2005 | 2006 | 2010 |
| ---- | ---- | ---- | ---- | ---- | ---- | ---- | ---- | ---- |
| 129  | 125  | 152  | 130  | 99   | 80   | 84   | 84   | 89   |

| 2015 | 2020 | 2022 | - | - | - | - | - | - |
| ---- | ---- | ---- | - | - | - | - | - | - |
| 80   | 76   | 75   | - | - | - | - | - | - |

## Pour approfondir